# Тыдва
Тыдва (эст. Tõdva) — деревня в волости Саку уезда Харьюмаа, Эстония.

## География и описание
Расположена в северной части Эстонии, в 1 км к югу от Таллина. На севере деревня граничит с деревней Каямаа, на северо-востоке — с Локути, на востоке —с Соокаэра-Метсанурга, на юге — с Кирдалу, на юго-западе — с посёлком Кийза и на западе — с деревней Метсанурме. Высота над уровнем моря — 54 метра. 
Климат — умеренный. Официальный язык — эстонский. Почтовый индекс — 75508.

## Население
По данным переписи населения 2021 года, в Тыдва насчитывалось 153 жителя, из них 150 (98,0 %) — эстонцы.
По данным переписи населения 2011 года, в деревне проживали 107 человек, из них 95 (88,8 %) — эстонцы.
Численность населения деревни Тыдва по данным переписей населения:
| Год  | 1959 | 1970  | 1979  | 1989  | 2000  | 2011  | 2021  |
| ---- | ---- | ----- | ----- | ----- | ----- | ----- | ----- |
| Чел. | 61   | ↗ 137 | ↗ 168 | ↘ 129 | ↗ 152 | ↘ 107 | ↗ 153 |

## История
Первые упоминания о деревне содержатся в датской поземельной книге 1241 года (Tedau). В источниках 1413 года упоминается Toddouwe, 1438 года — Todwen, 1871 года — Tedwa (корчма). В русских источниках 1900 года упоминается как деревня Тедва, 1913 года — село Тедва.
В 1499 году здесь была основана мыза, которой владело семейство рода Тедвен (Tödwen) и три свободных хутора рядом с мостом через реку Вяэна. В 1544 году была построена часовня.
В 1977–1997 годах частью деревни Тыдва официально была деревня Каямаа.
На территории Тыдва был обнаружен комплекс печей для расплавления железа, датируемый X веком нашей эры. Предположительно здесь производились железные орудия и экспортировались в Скандинавию. Также здесь были обнаружены остатки поселений первого тысячелетия до нашей эры, могильные камни, культовые камни и жертвенный источник. Все эти объекты представляют археологическую ценность и охраняются государством.

## Транспорт
В Тыдва останавливается автобус № 117, следующий из ъъТаллина в Тагади.
Во время учебного года по рабочим дням в Тыдва останавливаются автобусы волостных линий № 13, 16, 21, 22 и 33 (т.н. школьный автобусы).

## Комментарии
1. ↑  Эстонские топонимы, оканчивающиеся на -а, не склоняются и не имеют женского рода (исключение — Нарва)[8].